# Houston (Delaware)
Houston – miasto w Stanach Zjednoczonych, w stanie Delaware, w hrabstwie Kent.